# HollyFrontier
HollyFrontier est une entreprise pétrolière américaine basée à Dallas.

## Histoire
En octobre 2016, Suncor annonce la vente de ses activités de lubrifiants, spécialisée notamment dans l'huile minérale, à HollyFrontier pour 1,113 milliard de dollars canadiens, soit 844 millions de dollars.
En août 2021, HollyFrontier annonce l'acquisition de la quasi-totalité de Sinclair Oil pour 2,6 milliards de dollars, créant un nouvel ensemble qui prend le nom de HF Sinclair Corp.